# Leni van Rijn-Vellekoop
Leni van Rijn-Vellekoop (Rotterdam, 17 november 1936) is een Nederlands voormalig politicus van de PvdA.

## Jeugd en loopbaan
Deze dochter van Dien Kuivenhoven en Piet Vellekoop haalde na de Van 't Hoff Dalton-HBS de hoofdakte aan de kweekschool, beide in Rotterdam, waarna ze onderwijzeres werd. Vervolgens studeerde ze economie met bijvak rechten aan de Erasmus Universiteit.
Van Rijn-Vellekoop werd in september 1974 lid van de gemeenteraad van Krimpen aan den IJssel, wat ze tot januari 1980 zou blijven. Vanaf 22 januari dat jaar was zij lid van de Rijnmondraad, een bestuursorgaan in de regio Rijnmond tussen gemeenten en provincie. Vanaf 19 mei was zij ook gecommitteerde, ofwel dagelijks bestuurder van Rijnmond. Beide taken zou zij blijven uitvoeren tot de opheffing van het orgaan op 1 februari 1986.
Als ex-Rijnmondraadgecommitteerde leek ze geknipt voor de rol van gedeputeerde van Zuid-Holland, maar zij koos voor de groene bankjes van de Tweede Kamer, waar zij vanaf 19 mei 1987 zitting nam. Daar voerde ze het woord betreffende milieubeheer en economische zaken als energiebeleid. Zij verliet de Kamer op 17 mei 1994.